# Batalha de Bossangoa
A Batalha de Bossangoa ocorreu durante a Guerra Civil Centro-Africana, em Bossangoa. Durante a batalha observa-se nomeadamente a intervenção das forças africanas da FOMAC para proteger os civis.

## Contexto
A cidade de Bossangoa acolhe vários milhares de refugiados cristãos e muçulmanos. Cerca de 40.000 cristãos se refugiaram nas dependências da Arquidiocese de Bossangoa. Igualmente , na mesma cidade, cerca de 2.000 muçulmanos se refugiaram em uma escola. A presença das forças da Seleka e das milícias anti-balaka ao redor da cidade gera temores de abusos em larga escala caso a situação se deteriorar.

## Desenrolar

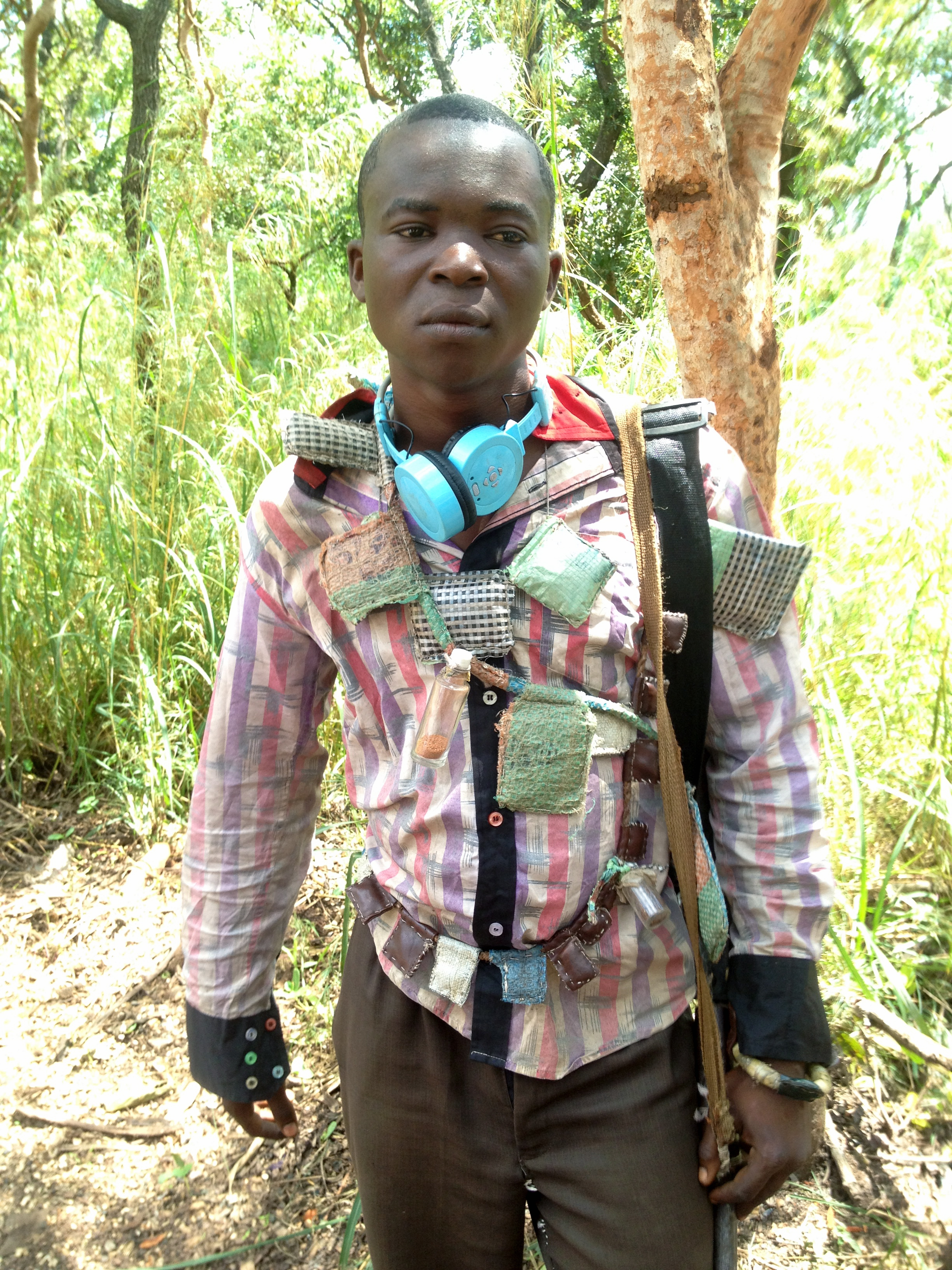
Jovem anti-balaka
(outubro de 2013).

Os confrontos começaram por volta das 14h, quando Bossangoa foi atacada pelas forças anti-balaka. Os membros do Seleka retaliaram e os combates levaram à fuga em massa de civis que se refugiaram em igrejas, mesquitas ou na base da Força Multinacional da África Central (FOMAC). O comandante da FOMAC, capitão Wilson, congolês, traz seus homens para proteger os civis deslocados dos combates. Ele evacua os trabalhadores humanitários da linha de frente.
Os combates oferecem vantagem das milícias anti-balaka. O capitão Wilson ordena que as forças da FOMAC protejam o bairro muçulmano, a fim de evitar possíveis abusos. Durante esta intervenção, um soldado congolês foi baleado no peito e morreu posteriormente. Trinta pessoas teriam sido mortas nos combates.
Pouco depois das 14h do dia 6 de dezembro, as forças anti-balaka atacaram o bairro muçulmano de Boro, em Bossangoa. Muitos muçulmanos fugiram e se refugiaram na casa do imã. Onze pessoas, incluindo cinco mulheres, que não puderam se abrigar, são mortas com machetes do lado de fora da casa do imã.
Em 7 de dezembro, a insegurança ainda era significativa, com milicianos anti-balaka e Seleka ainda presentes em torno da cidade. Peter Bouckaert, da Human Rights Watch, relata uma mulher morta e várias casas incendiadas pela Seleka no mesmo dia. Uma centena de soldados franceses chegaram à cidade na noite do dia 7 para 8 de dezembro.